# Puchar Rumunii w Rugby Union Mężczyzn (2023)
Puchar Rumunii w Rugby Union Mężczyzn 2023 – siedemdziesiąta siódma edycja Cupa României w rugby union. Zarządzane przez Federațiă Română de Rugby zawody odbyły się w pięciozespołowej obsadzie w dniach 21 października 2023 – 6 kwietnia 2024 roku. Obrońcą tytułu był zespół Steaua Bukareszt. 
Chęć udziału w zawodach zadeklarowało pięć zespołów; trzy z nich awansowały bezpośrednio do półfinałów, pozostałe dwa zmierzyły się natomiast w meczu o ostatnie w nim miejsce. Z uwagi na udział związkowej drużyny Romanian Wolves w europejskich rozgrywkach Rugby Europe Super Cup dwa z tych meczów zaplanowano do rozegrania jesienią 2023 roku, pozostałe dwa zaś wiosną roku 2024. Na arenę finałowego pojedynku FRR wyznaczył Stadionul Arcul de Triumf, zaś ceny biletów kształtowały się w zakresie 10–50 RON, a dla VIP 150 RON.
W półfinałowych pojedynkach zwyciężyły zespoły SCM Timișoara i Dinamo. Po wyrównanym pojedynku klub ze stolicy zdobył to trofeum po raz pierwszy od edycji 2008.

## Rozgrywki

### Drabinka
|  | Baraż            | Baraż            | Baraż |  |  | Półfinały             | Półfinały             | Półfinały        |    |               | Finał         | Finał | Finał |
|  |                  |                  |       |  |  |                       |                       |                  |    |               |               |       |       |
|  |                  |                  |       |  |  |                       |                       |                  |    |               |               |       |       |
|  |                  |                  |       |  |  | Steaua Bukareszt      | Steaua Bukareszt      | 21               |    |               |               |       |       |
|  |                  |                  |       |  |  | SCM Timișoara         | SCM Timișoara         | 23               |    |               |               |       |       |
|  |                  |                  |       |  |  |                       |                       |                  |    | SCM Timișoara | SCM Timișoara | 11    |       |
|  | Dinamo Bukareszt | Dinamo Bukareszt | 52    |  |  |                       | Dinamo Bukareszt      | Dinamo Bukareszt | 18 |               |               |       |       |
|  | CS Rapid         | CS Rapid         | 15    |  |  | Dinamo Bukareszt      | Dinamo Bukareszt      | 42               |    |               |               |       |       |
|  |                  |                  |       |  |  | CSM Știința Baia Mare | CSM Știința Baia Mare | 24               |    |               |               |       |       |
|  |                  |                  |       |  |  |                       |                       |                  |    |               |               |       |       |
|  |                  |                  |       |  |  |                       |                       |                  |    |               |               |       |       |
|  |                  |                  |       |  |  |                       |                       |                  |    |               |               |       |       |

### Baraż
| 21 października 202311:00 | Dinamo Bukareszt | 52:15 | CS Rapid | Stadionul Florea Dumitrache, Bukareszt |
| 21 października 202311:00 |                  | 52:15 |          | Stadionul Florea Dumitrache, Bukareszt |

### Półfinały
| 28 października 202311:00 | Steaua Bukareszt | 21:23 | SCM Timișoara | Ghencea, Bukareszt |
| 28 października 202311:00 |                  | 21:23 |               | Ghencea, Bukareszt |

| 30 marca 202413:00 | Dinamo Bukareszt | 42:24 | CSM Știința Baia Mare | Stadionul Florea Dumitrache, Bukareszt |
| 30 marca 202413:00 |                  | 42:24 |                       | Stadionul Florea Dumitrache, Bukareszt |

### Finał
| 6 kwietnia 202413:00 | SCM Timișoara | 11:18 | Dinamo Bukareszt | Stadionul Arcul de Triumf, Bukareszt |
| 6 kwietnia 202413:00 |               | 11:18 |                  | Stadionul Arcul de Triumf, Bukareszt |